# Přimda
Přimda (niem. Pfraumberg) − miasto w Czechach, w kraju pilzneńskim.
Według danych z 1 stycznia 2024, liczba mieszkańców miasta wynosi 1621 osób (924. miejsce w kraju wśród miejscowości; 537. miejsce wśród miast).

## Demografia
| Rok             | 1970  | 1980  | 1991  | 2001  | 2003  | 2008  | 2016  | 2024  |
| --------------- | ----- | ----- | ----- | ----- | ----- | ----- | ----- | ----- |
| Liczba ludności | 1 006 | 1 096 | 1 282 | 1 358 | 1 364 | 1 501 | 1 564 | 1 621 |

Źródło: Czeski Urząd Statystyczny